# 近藤亚美
近藤亚美（日语：／ Kondō Ami，1995年5月9日—）来自爱知县名古屋市，是一名日本女子柔道运动员。2014年加入三井住友海上女子柔道部。近藤的父亲和祖父都曾是相扑大力士，哥哥也曾是柔道选手。她刚出生不久便开始接触体操，后来在5岁时受其哥哥的影响开始接触柔道。小学和中学期间，她在大石道场练习柔道。